# Pembrey Circuit
Der Pembrey Circuit von Llanelli ist eine Motorsport-Rennstrecke in der Grafschaft Carmarthenshire im Südwesten von Wales.

## Geschichte
Die Rennstrecke entstand durch das Fehlen von Motorsport-Rennstrecken in Wales in den 1980er-Jahren, nachdem die beiden zuvor vorhandenen Strecken schließen mussten. Die 1981 gegründete Welsh Race Drivers’ Association suchte daraufhin aktiv nach einem neuen Standort für eine Rennstrecke. Dieser wurde auf einem RAF-Flugplatz gefunden.
1989 wurde die Rennstrecke eröffnet und wurde schon bald ein wichtiger Bestandteil des Motorsports. 1990 unterzeichnete der British Automobile Racing Club einen über 50 Jahre ausgelegten Pachtvertrag über die Strecke mit dem Carmarthenshire County Council. 1992 kamen die British Touring Car Championship (BTCC), sowie die Formel 3 für einige Jahre nach Pembrey. Auch Formel-1-Teams wie McLaren benutzten die Strecke als Teststrecke, unter anderen Ayrton Senna im Jahr 1989.
In den 1990er-Jahren wurde Pembrey Circuit um eine Rallycross-Streckenführung erweitert die auch durch eine FIA-Autorisierung erhielt, worauf die beiden britischen Rallycross-Europameisterschaftsläufe von 1997 und 1998 dort ausgetragen wurden. Bis in die heutige Zeit finden Läufe zur britischen Rallycross-Meisterschaft in Pembrey statt, in manchen Jahren auch Läufe zum irischen Rallycross-Championat.
2006 wurde die Strecke umgebaut, die Boxen wurden vergrößert und renoviert. 2017 kamen neue Streckenvarianten hinzu.

## Strecke
Die Hauptstrecke ist 2,343 km lang und umfasst 8 Kurven. 1996 wurde eine Ovalkurs errichtet, nach mangelndem Interesse jedoch wieder fallengelassen. Pläne einen Drag-Strip zu bauen wurden nie umgesetzt.